# Nässuma
Nässuma (Duits: Nessoma) is een plaats in de Estlandse gemeente Saaremaa, provincie Saaremaa. De plaats heeft de status van dorp (Estisch: küla) en telt 34 inwoners (2021).
Tot in oktober 2017 behoorde Nässuma tot de gemeente Pihtla. In die maand ging Pihtla op in de fusiegemeente Saaremaa.
De plaats ligt aan de zuidkust van het eiland Saaremaa. De kuststrook valt onder het beschermde natuurgebied Nässuma hoiuala (2,7 km²).

## Geschiedenis
Nässuma werd in 1527 voor het eerst genoemd onder de naam Neszenbeke, een dorp op het landgoed Randen, dat vanaf 1645 bekend stond onder de naam Sandel (Sandla). In 1731 had het dorp de naam Nessoma.
Het buurdorp Rannaküla maakte tussen 1977 en 1997 deel uit van Nässuma.